# Utta Danella (Filmreihe)
Utta Danella ist eine deutsche Filmreihe mit Romanverfilmungen der namensgebenden Autorin Utta Danella. Das Erste verfilmte von 2000 bis 2015 29 Romane der Schriftstellerin. Die Ausstrahlung der Filme erfolgte zur Hauptsendezeit um 20:15 Uhr.

## Inhalt
Die meist romantischen Geschichten handeln von Liebe und Leidenschaft und werden oft begleitet von tragischen Unglücksfällen oder dramatischen Schicksalsschlägen, enden jedoch stets mit einem Happy End.

## Rezeption
Michael Reufsteck und Stefan Niggemeier bezeichneten die Filmreihe in ihrem Fernsehlexikon als „Dt. Frauenfilmreihe mit Verfilmungen von Romanen der Bestsellerautorin Utta Danella.“ und gaben als Hauptzielgruppe der Reihe Frauen an.

## Episodenliste
| Nr. | Titel                               | Literaturvorlage                         | Regie              | Erstausstrahlung   |
| --- | ----------------------------------- | ---------------------------------------- | ------------------ | ------------------ |
| 1   | Der schwarze Spiegel                | Der schwarze Spiegel (1987)              | Rainer Boldt       | 10. November 2000  |
| 2   | Der blaue Vogel, Teil 1             | Der blaue Vogel (1973)                   | Dietmar Klein      | 29. Dezember 2001  |
| 3   | Der blaue Vogel, Teil 2             | Der blaue Vogel (1973)                   | Dietmar Klein      | 1. Januar 2002     |
| 4   | Die Hochzeit auf dem Lande          | Die Hochzeit auf dem Lande (1975)        | Gloria Behrens     | 5. April 2002      |
| 5   | Die andere Eva                      | Die andere Eva (1998)                    | Gloria Behrens     | 16. Mai 2003       |
| 6   | Der Sommer des glücklichen Narren   | Der Sommer des glücklichen Narren (1976) | Gloria Behrens     | 27. Juni 2003      |
| 7   | Der Mond im See                     | Der Mond im See (1965)                   | Heidi Kranz        | 26. März 2004      |
| 8   | Das Familiengeheimnis, Teil 1       | Jacobs Frauen (1983)                     | Heidi Kranz        | 7. Oktober 2004    |
| 9   | Das Familiengeheimnis, Teil 2       | Jacobs Frauen (1983)                     | Heidi Kranz        | 8. Oktober 2004    |
| 10  | Plötzlich ist es Liebe              | Die Frauen der Talliens (1958)           | Brigitta Dresewski | 29. Oktober 2004   |
| 11  | Eine Liebe in Venedig               | Die Reise nach Venedig (1959)            | Marco Serafini     | 6. Januar 2005     |
| 12  | Eine Liebe im September             | Quartett im September (1967)             | Gloria Behrens     | 15. September 2006 |
| 13  | Der Himmel in Deinen Augen          | Die Erbschaft (Kurzgeschichte)           | Gloria Behrens     | 29. September 2006 |
| 14  | Tanz auf dem Regenbogen             | Tanz auf dem Regenbogen (1971)           | Peter Weissflog    | 7. September 2007  |
| 15  | Wenn Träume fliegen                 | Der Maulbeerbaum (1964)                  | Peter Weissflog    | 22. Februar 2008   |
| 16  | Das Geheimnis unserer Liebe         | Vergiß, wenn du leben willst (1966)      | Gloria Behrens     | 28. März 2008      |
| 17  | Mit Dir die Sterne sehen            | Der Wochenendgast (Kurzgeschichte)       | Gloria Behrens     | 11. April 2008     |
| 18  | Der Verlobte meiner besten Freundin | Meine Freundin Elaine (1990)             | Peter Weissflog    | 3. April 2009      |
| 19  | Schokolade im Sommer                | Der verlorene Vater (Kurzgeschichte)     | Gloria Behrens     | 18. September 2009 |
| 20  | Eine Nonne zum Verlieben            | Die Jungfrau im Lavendel (1984)          | Peter Weissflog    | 23. April 2010     |
| 21  | Wachgeküsst                         | Das Hotel im Park (1989)                 | Gloria Behrens     | 20. Mai 2011       |
| 22  | Liebe mit Lachfalten                | Jovana (1969)                            | John Delbridge     | 27. Mai 2011       |
| 23  | Prager Geheimnis                    | Das Familienfest (Kurzgeschichte)        | Marco Serafini     | 26. Oktober 2012   |
| 24  | Wer küsst den Doc?                  | Alles Töchter aus guter Familie (1958)   | John Delbridge     | 26. April 2013     |
| 25  | Sturm am Ehehimmel                  | Der Garten der Träume (Kurzgeschichte)   | John Delbridge     | 3. Mai 2013        |
| 26  | Die Himmelsstürmer                  | Alle Sterne vom Himmel (1956)            | Thomas Kronthaler  | 14. Februar 2014   |
| 27  | Von Kerlen und Kühen                |                                          | Sibylle Tafel      | 11. April 2014     |
| 28  | Lisa schwimmt sich frei             |                                          | Peter Stauch       | 27. März 2015      |
| 29  | Lügen haben schöne Beine            |                                          | Thomas Kronthaler  | 20. November 2015  |